# Rothornspitze
Die Rothornspitze (alternativ auch Rothorn) ist ein 2393 m hoher Grasberg in den Allgäuer Alpen. 

## Lage und Umgebung
Er befindet sich in einem Seitenkamm des Hauptkamms der Allgäuer Alpen, der sich von der Hornbachspitze über den Großen Krottenkopf bis zur Jöchelspitze nach Süden ins Lechtal erstreckt. In seinem langen, ins Lechtal ziehenden, Ostrücken erhebt sich der untergeordnete Gipfel der Mutte (2187 m).

## Namensherkunft
Der Name des Berges leitet sich von den in der Südostflanke hervortretenden roten Felsplatten (bunter Hornstein) her.

## Besteigung
Alle drei Grate des Berges können jeweils über den Großteil des Anstiegs weglos begangen werden. Aus Süden führt ein Grat aus dem Rothornjoch über sehr steile Grashänge zum Gipfel, von Norden ist der Berg aus dem Gumpensattel über Schrofen in alpiner Schwierigkeit UIAA I zu besteigen und von Osten führen vom Lechtaler Panoramaweg abzweigende Pfadspuren zum Gipfel. Auf allen Routen ist Trittsicherheit erforderlich.